# Рятування святого Себастьяна (Латур)
Рятування святого Себастьяна (Латур) — картина на релігійну тематику, котру створив у пізній період творчості художник з Лотарингії Жорж де Латур (1593-1652).

## Опис твору
У нічній пітьмі до місця катування Себастьяна наблизилась невеличка купа жінок. Головувала вдова Ірина, що була християнкою. Разом із служницею вони прийшли оплакати смерть християнина Себастьяна і омити його рани. 
Художник ніби наслідував переказам про св. Себастьяна. Тому формально в картині присутні й Ірина в червоній сукні, і її служниця. Огляд тіла розстріляного вояка художник і подав у картині. Огляд довів, що молодий вояк живий і жінки доправили пораненого до дому, де лікували. 
Жорж де Латур неодноразово звертався до релігійного живопису. Але як творча натура розробляв власні композиції і користувався власними іконографічними схемами. Тому в картині була збільшена кількість жінок-рятівниць,що відходило від типової схеми. Від творчості Караваджо до творів Латура перейшли прихильність до драматичних сюжетів, жах перед актами насилля і відкритої агресії, здатність відчувати трагедії, насилля і втрати навіть в повсякденному побуті. Картина створена в нічному освітленні, що наслідувала настанови караваджизма. Невідомо, чи надавав назви власним картинам художник, зазвичай вони пізні. Індивідуальні схеми іконографії, що використовував митець, не надають можливості точної назви декотрих композицій. В літературі як тільки не називають цей твір — від надкороткої «Св. Себастьян» чи «Св. Ірина оплакує св. Себастьяна» до «Мучеництво св. Себастьяна» або його рятування.
«Рятування св. Себастьяна» — це різновиди глибокого співчуття до постраждалого, розпач від трагедії і молитва про порятунок і втручання всемогутнього християнського Бога у ситуацію, де люди безсилі покращити ситуацію.